# 구본범
구본범(具本範, 1987년 2월 8일 ~ )은 KBO 리그 전 한화 이글스의 투수이다.

## 한화 이글스시절
원광대학교 4년 동안 통산 49경기 140⅔이닝을 소화하면서 방어율 2.74를 기록했고 삼진도 1이닝당 1개가 넘는 147개를 잡아내었다. 공의 위력이 이미 검증되었다고 자체 판단한 한화 이글스에 의해 2009년 신인 드래프트 2차 1라운드 지명되어 입단했다.

## 경찰 야구단시절
2011년 시즌 종료 후에 입단하였다.

## 한화 이글스복귀
입단 후 1군 경기는 2014년에 3경기(3⅔이닝), 2015년에 3경기(1이닝)로 통산 6경기(4⅔이닝)에만 등판하였다. 이후에도 별다른 활약을 보여주지 못하고 2017 시즌 후 방출되었는데 정회찬 강동호 등 본인(구본범)의 원광대 후배 대형 투수들도 프로에서 이렇다할 성과를 얻지 못했다.

## 출신 학교
- 인헌초등학교
- 성남중학교
- 성남고등학교
- 원광대학교

1. ↑  홍희정 객원기자 (2009년 8월 15일). “[2010 드래프트]이 선수를 주목하라①…대졸 투수”. 조이뉴스24. 2024년 8월 23일에 확인함.
2. ↑  손찬익 (2022년 2월 5일). “칼바람 몰아치는 한겨울에 144km 쾅! 갈 곳 잃은 초대형 투수는 팬들 앞에 다시 서길 원한다”. OSEN. 2024년 8월 23일에 확인함.